# Aimée Iacobescu
Gabriela-Aimée Iacobescu (n. 23 iunie 1946, Unguriu, Buzău, România – d. 27 martie 2018, București, România) a fost o actriță română de teatru și film.

## Biografie
Fiica sublocotenentului farmacist Constantin Iacobescu și a Stelei (născută Mihai Dumitru) a absolvit Institutul de Artă Teatrală și Cinematografică, clasa profesoarei Beate Fredanov , promoția 1968. Luase contact cu teatrul încă din anii de liceu, când regizorul Sică Alexandrescu o distribuie într-o piesă de Aurel Baranga. După absolvire, și-a desfășurat activitatea teatrală la Teatrul Național București.
Aimée Iacobescu a declarat într-un interviu din Jurnalul Național, că s-a născut de fapt în noaptea de 23 iunie (deși actele sunt pe 1 iulie), lucru cunoscut doar de familie și apropiați.
Aimée Iacobescu a fost protejata scriitorului Eugen Barbu, a filmat cu regizorul Dinu Cocea și a devenit apoi preferata inginerului-regizor Sergiu Nicolaescu.
A rămas în amintirea publicului cu rolul Domniței Ralu.
Aimée Iacobescu suferea de cancer și mijloacele ei financiare modeste făceau cu greu față tratamentului costisitor. În dimineața zilei de 27 martie 2018 s-a stins din viață.

## Studii
- Aimée Iacobescu a absolvit Liceul Gheorghe Lazăr.[8]
- A absolvit Secția de Actorie a Institutul de Artă Teatrală și Cinematografică „Ion Luca Caragiale” din București (IATC), azi Universitatea Națională de Artă Teatrală și Cinematografică „Ion Luca Caragiale” din București, în 1968, la clasa profesoarei Beate Fredanov, asistenți Octavian Cotescu și Laurențiu Azimioară.

## Cariera
- În timpul facultății joacă în: Cântăreața cheală, de Eugen Ionesco, Război cu Troia nu se face, de Jean Giraudoux și Viața e un vis, de Calderon de la Barca.
- A jucat în numeroase piese de teatru: Richard al III-lea, de W. Shakespeare; Ploșnița; Între 5 și 7; Cinci femei de tranziție, alături de Rodica Popescu Bitănescu; Așteptând la Arlechin, de Noel Coward.[9]

## Filmografie
- Gaudeamus igitur (1965)
- De-aș fi... Harap Alb (1965)
- Haiducii (1966)
- Șapte băieți și o ștrengăriță (1967) - Livia
- Răpirea fecioarelor (1968)
- Haiducii lui Șaptecai (1971) - Domnița Ralu
- Zestrea domniței Ralu (1971) - Domnița Ralu
- Săptămâna nebunilor (1971) - Domnița Ralu
- Cu mîinile curate (1972) - Charlotte
- Nu filmăm să ne-amuzăm (1975) - Lucia
- Osînda (1976) - Magda Pârâianu
- Revanșa (1978) - damă de companie
- Din nou împreună (1978) - Lissy, o iubită pasageră a ing. Mateescu
- Ultima noapte de dragoste (1980) - prostituată
- Dumbrava minunată (1980) - Sora Soarelui
- Cuibul de viespi (1987) - Jenny Valeriu / Amy Andronache
- Detectiv fără voie (serial TV, 2001)
- State de România - Student la Sorbona (film TV, 2009) - Brigitte

## Premii și distincții
- Președintele României Ion Iliescu i-a conferit artistei Aimée Iacobescu la 7 februarie 2004 Ordinul Meritul Cultural în grad de Comandor, Categoria D - "Arta Spectacolului", „în semn de apreciere a întregii activități și pentru dăruirea și talentul interpretativ pus în slujba artei scenice și a spectacolului”.[10]
- Este societar de onoare al Teatrului Național București.[9]